# American Screen Standard
American Screen Standard, format för filmmanus. Förkortas vanligen ASS.

## Användningsområde
Den här typen av format används mest i Hollywoods filmindustri, men har numera även övertagits av den amerikanska TV-branschen i stort. Vissa svenska TV-produktionsbolag använder ASS, dock inte SVT.

## Utseende

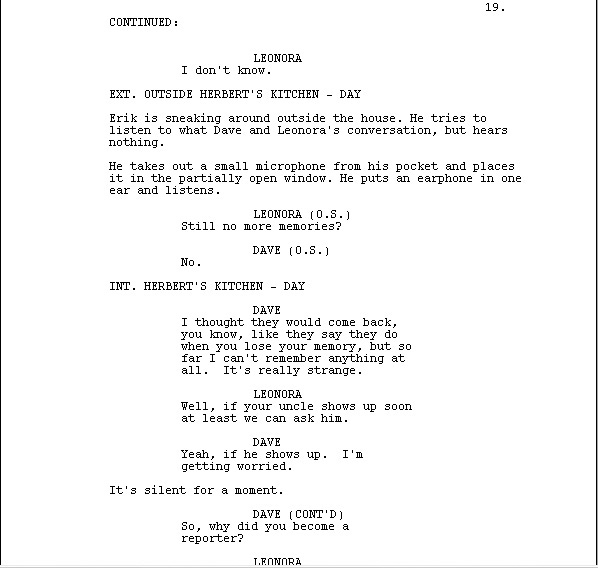

Scenangivelserna skrivs först. Först scennummer och sedan EXTERIÖR (utomhus) eller INTERIÖR (inomhus). Sedan följt av plats, tid och eventuella kommentarer. Skådespelare kan också skrivas upp. Som standard skrivs alla scenangivelserna i versaler. Det kan till exempel se ut så här: 

1. EXT. GÅNGVÄG - NATT - PETER, DANIEL
Manus som skrivs i American Screen Standard har dialogen i smala blockcitat, så att det ska vara lätt för skådespelarna att läsa sina repliker. Scenanvisningarna är vänsterställda med enkelt radavstånd.
ASS skrivs alltid i typsnittet Courier eller Courier New, i teckenstorlek 12. Anledningen till att man gör detta är att en sida text i "Courier" eller "Courier New", skriven på rätt sätt, ska resultera i en minut film. En film på 90 minuter ska alltså vara ungefär 90 sidor manus.